# 初祖庵
初祖庵，又称“面壁庵”，位于河南省郑州市登封市嵩山少林寺西北约一公里处的五乳峰下的一个小山丘上。始建于北宋宣和七年(1125年)，是宋代人为纪念少林寺初祖“达摩”面壁而修建的一座庵院，初祖庵三面临涧，古树掩映，乃山中胜境。

1996年11月20日，公布为第四批全国重点文物保护单位。

## 建筑
现庵院主体建筑有山门、大殿和千佛阁。
山门的具体建造年代已法无考证，当在金代或元代，现在的山门是1986年按旧制重建。
大殿建造于于北宋宣和七年(公元1125年)，以后历代都有修葺，现在的主要建筑仍为北宋原物，它是河南省现在最古老的一座木石结构建筑，殿内供奉有“达摩像”，另有二祖“慧可像”、三祖“僧粲像”、四祖“道信像”、五祖“弘忍像”。东、北、西三壁上尚存人物彩绘23幅，另有5幅被毁坏，彩绘的内容是初祖达摩以下三十六位禅宗祖师。绘制年代约在明末。大殿内的群肩石、十二根檐柱、四根内柱以及神龛须弥座的束腰部分都刻有浮雕，内容包括人物、动物、花卉和山水等，都是大殿创建时所刻。
千佛阁是明代时期“初祖庵”的住持“福元”主持建造。内供有达摩像，并供“观音菩萨像”。千佛阁前有北宋靖康元年(公元1126年)舍利石函一具，石函四面有线刻画，图中天王怒目圆睁，仕女手托花果，鬼王披头散发。
　　
另外，庵院内还有碑石40多通，其中著名的有：宋黄庭坚《达摩颂碑》、宋蔡汴《达摩面壁之庵》，明刻《达摩面壁图》等。

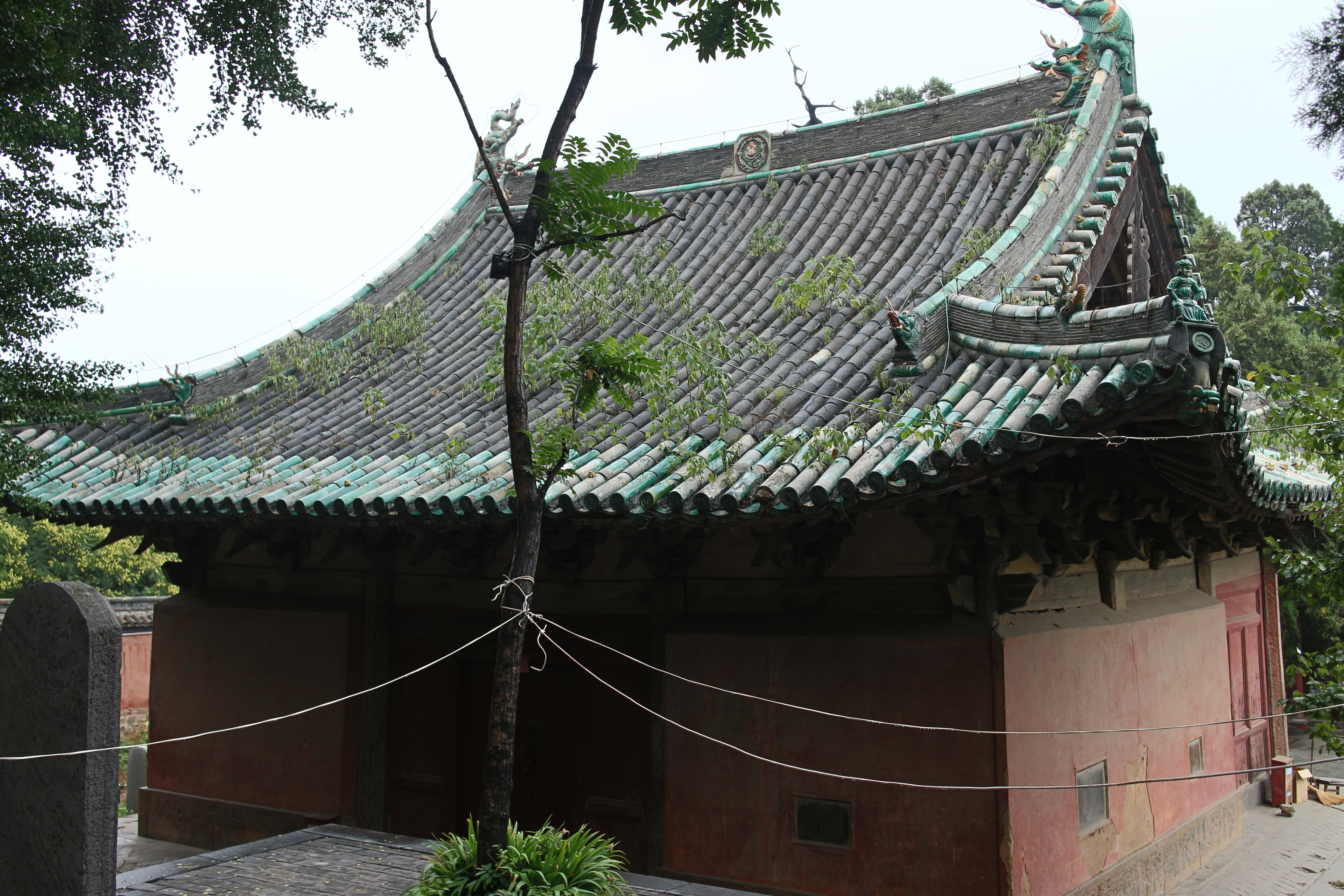
大殿
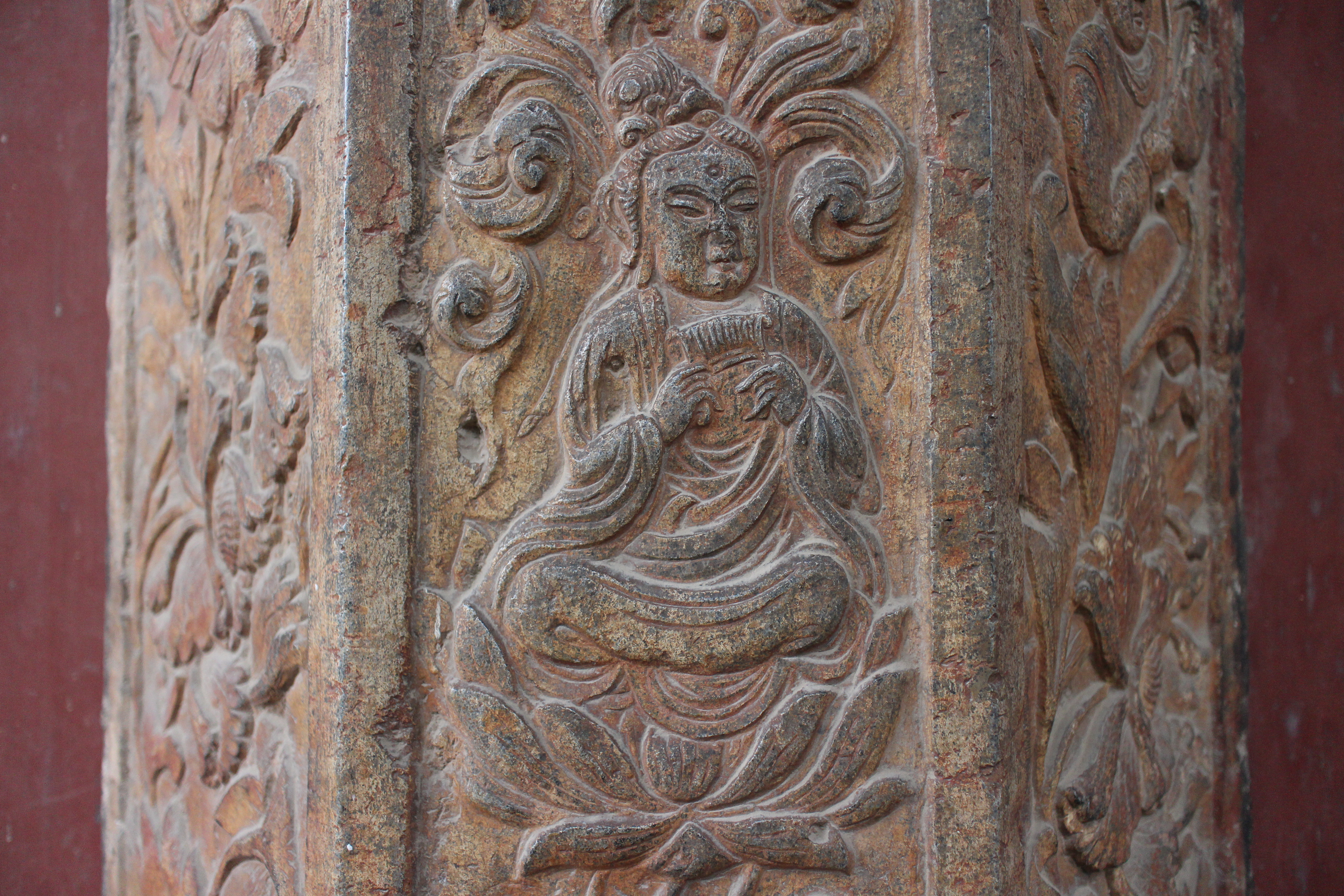
檐柱浮雕